# Merrimac, Massachusetts

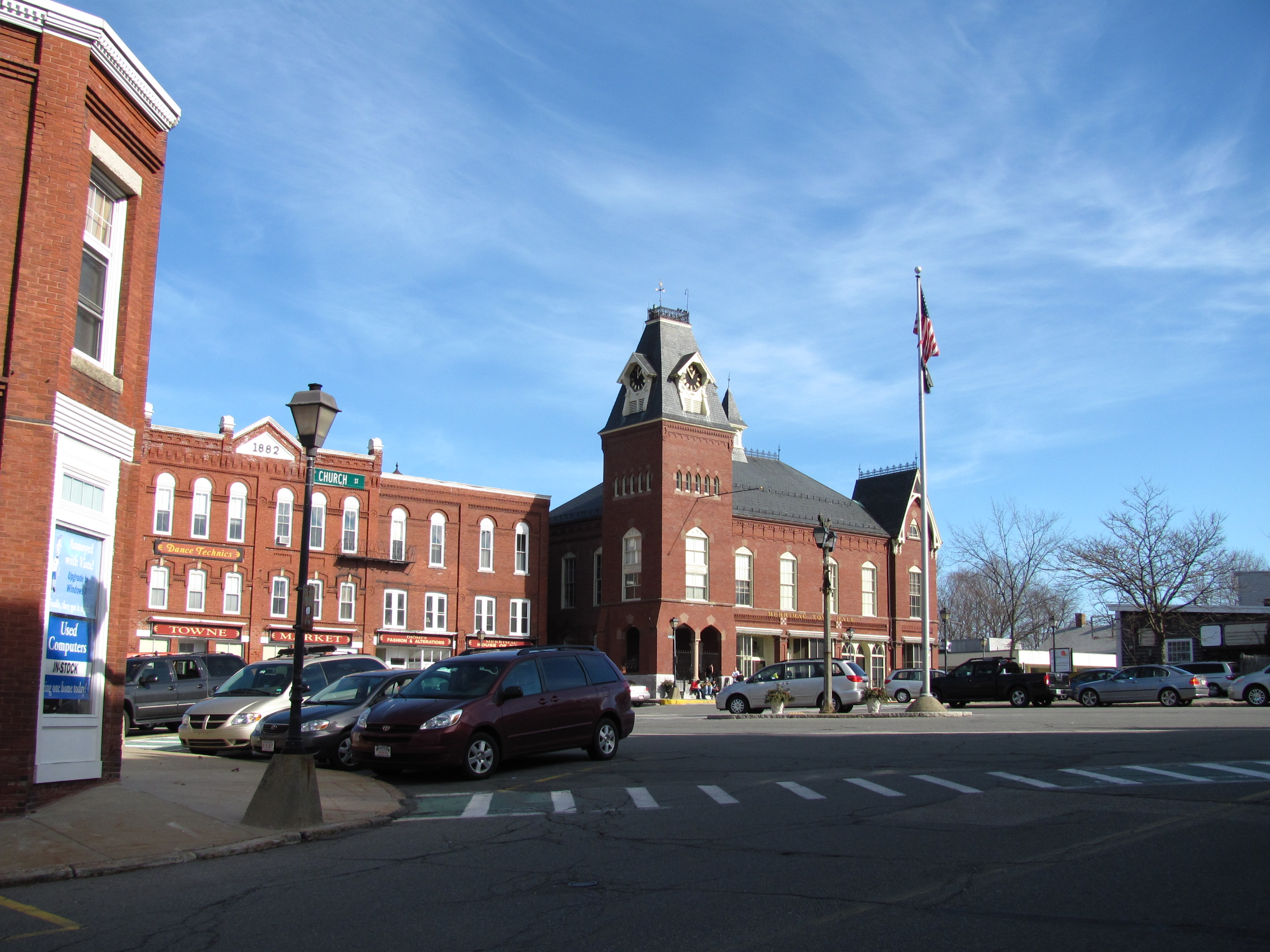

Merrimac är en kommun (town) i Essex County delstaten  Massachusetts, USA. Vid folkräkningen år 2000 bodde 6 138 personer på orten. Den har enligt United States Census Bureau en area på totalt 22,9 km² varav 0,8 km² är vatten.